# Mausoleo de Pablo Iglesias
El mausoleo de Pablo Iglesias es un monumento funerario situado en la ciudad española de Madrid, ubicado en el recinto del Cementerio civil de Madrid. Acoge los restos de Pablo Iglesias Posse, político y sindicalista de ideología marxista considerado el padre del socialismo en España.

## Historia
Tras el fallecimiento de Pablo Iglesias, en diciembre de 1925, en el seno del Partido Socialista surgió la idea de levantar un monumento funerario al fundador del partido en el Cementerio Civil de Madrid. Para ello, se constituyó una comisión formada por miembros del PSOE y la UGT. A comienzos de 1926 se encargó la realización del mausoleo al escultor Emiliano Barral y al arquitecto Francisco Azorín, que aceptaron hacerse cargo del proyecto. Se da la circunstancia de que tanto Barral como Azorín habían tenido una estrecha relación personal con el antiguo líder socialista. Las obras se desarrollaron entre 1928 y 1930, siendo inaugurado el mausoleo el 6 de abril de 1930.